# НЛ-5
НЛ-5 - надувная лодка 

Надувная лодка НЛ-5 предназначена для десантной переправы войск.

## Техническое описание
Надувная лодка НЛ-5 имеет надувную камеру с шестью отсеками и не надувное днище. Для снаряжения лодки снимается чехол, затем лодка раскладывается на земле и при помощи меха и шланга надувается воздухом, сиденье зашнуровывается, весла вставляются в уключины, мех и шланг укладываются под сиденье, вентили закрываются крышками, а перепускные трубки – зажимами.

Лодку переносят к реке два человека.

### Технические характеристики
- перевозимый десант – 5 чел;
- длина - 330 см;
- ширина - 120 см;
- высота - 40 см.